# Columnas de San Lorenzo
Las columnas de San Lorenzo son una antigua construcción de la época romana tardía en Milán ubicada frente a la basílica del mismo nombre cerca de la puerta medieval de Ticinese. Representan uno de los raros hallazgos supervivientes de la Milán imperial.

## Historia
Hay dieciséis columnas, de unos 7,5 metros de altura, de mármol de Musso, con capiteles corintios que sostienen el entablamento. En la parte superior del arco en el centro de las columnas, que diferencia 8 de un lado y 8 del otro, hay una columna en miniatura con una cruz en la parte superior. Proceden de edificios romanos del siglo II o III, probablemente de un templo pagano situado en la zona de la actual plaza de Santa María Beltrade.
Las columnas fueron transportadas a su ubicación actual para completar la basílica erigida de San Lorenzo. Los capiteles, sin embargo, proceden de dos edificios diferentes; son distintos en estilo y tamaño. Se añadió un calzo de ladrillo a los capiteles inferiores para nivelarlos con los demás. El conjunto que se puede ver hoy en día fue realizado en época medieval, entre los siglos XI y XII, al que datan las piezas de ladrillo que completan el arquitrabe, con el arco rematado por la cruz en el centro de la columnata. Hay otras partes de la basílica, como la notable capilla de San Aquilino, con mosaicos de la época romana.
Hasta 1935, en la actual plaza que se levanta entre las Columnas y la Basílica de San Lorenzo había toda una manzana formada por antiguos edificios populares; este conjunto fue demolido para dar, de acuerdo con los principios y urbanismo de la época, mayor amplitud y monumentalidad a la basílica. La nueva plaza fue ocupada posteriormente por las vías del tranvía, que en los años noventa se trasladó más allá de las Columnas, en vías interpenetrantes. De 1937 es la estatua de bronce del Emperador Constantino, vinculada a Milán para la promulgación del famoso edicto del año 313, copia moderna de un original antiguo tardío conservado en Roma.
Las Columnas todavía tienen un significado emocional particular para los milaneses, testigos visibles de la historia del antiguo "Mediolanum" , que sobrevivió a la furia destructiva de los godos, Barbarroja y los bombardeos de la Segunda Guerra Mundial .

## Galería de imágenes

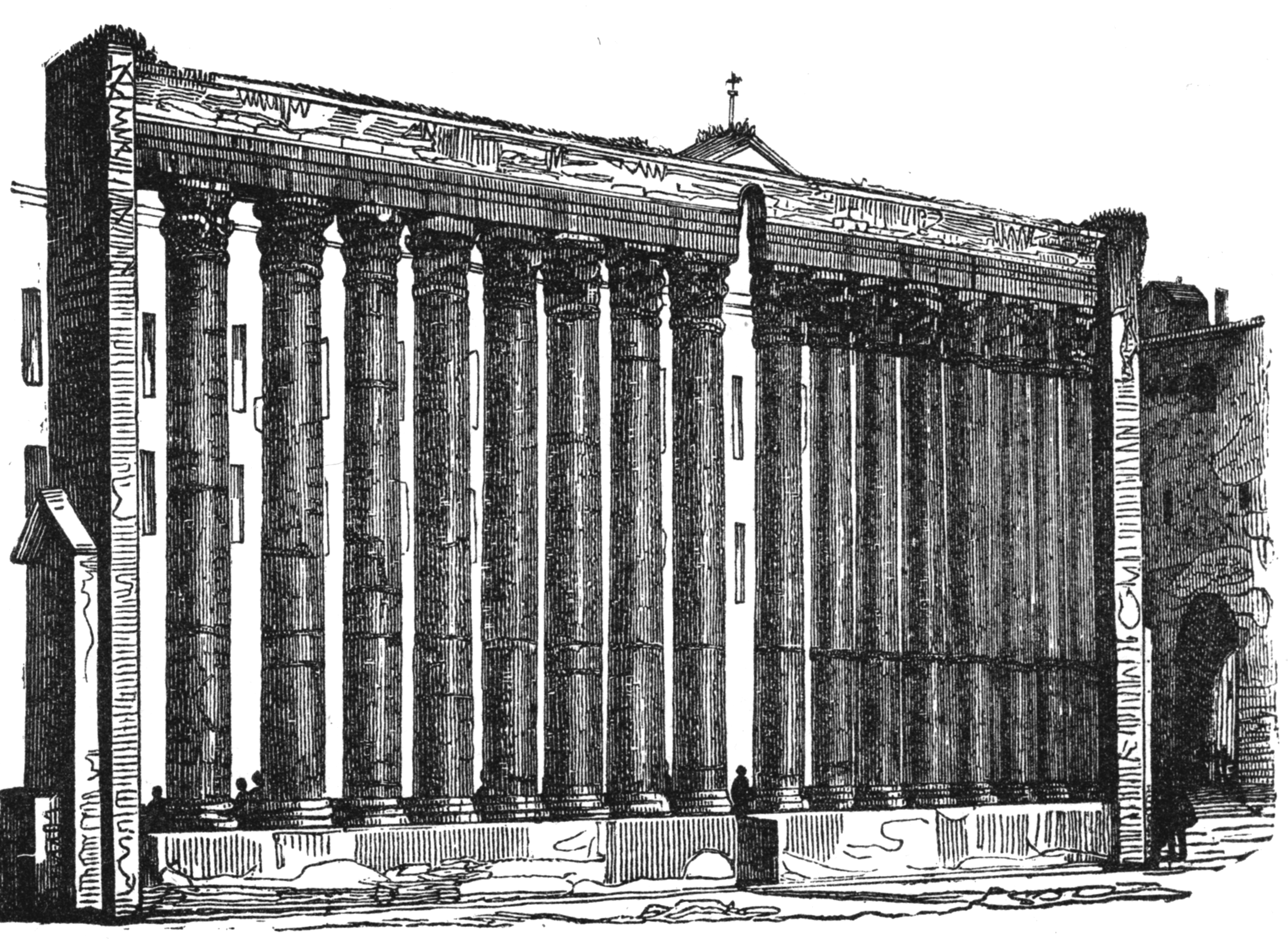
Impresión de 1858
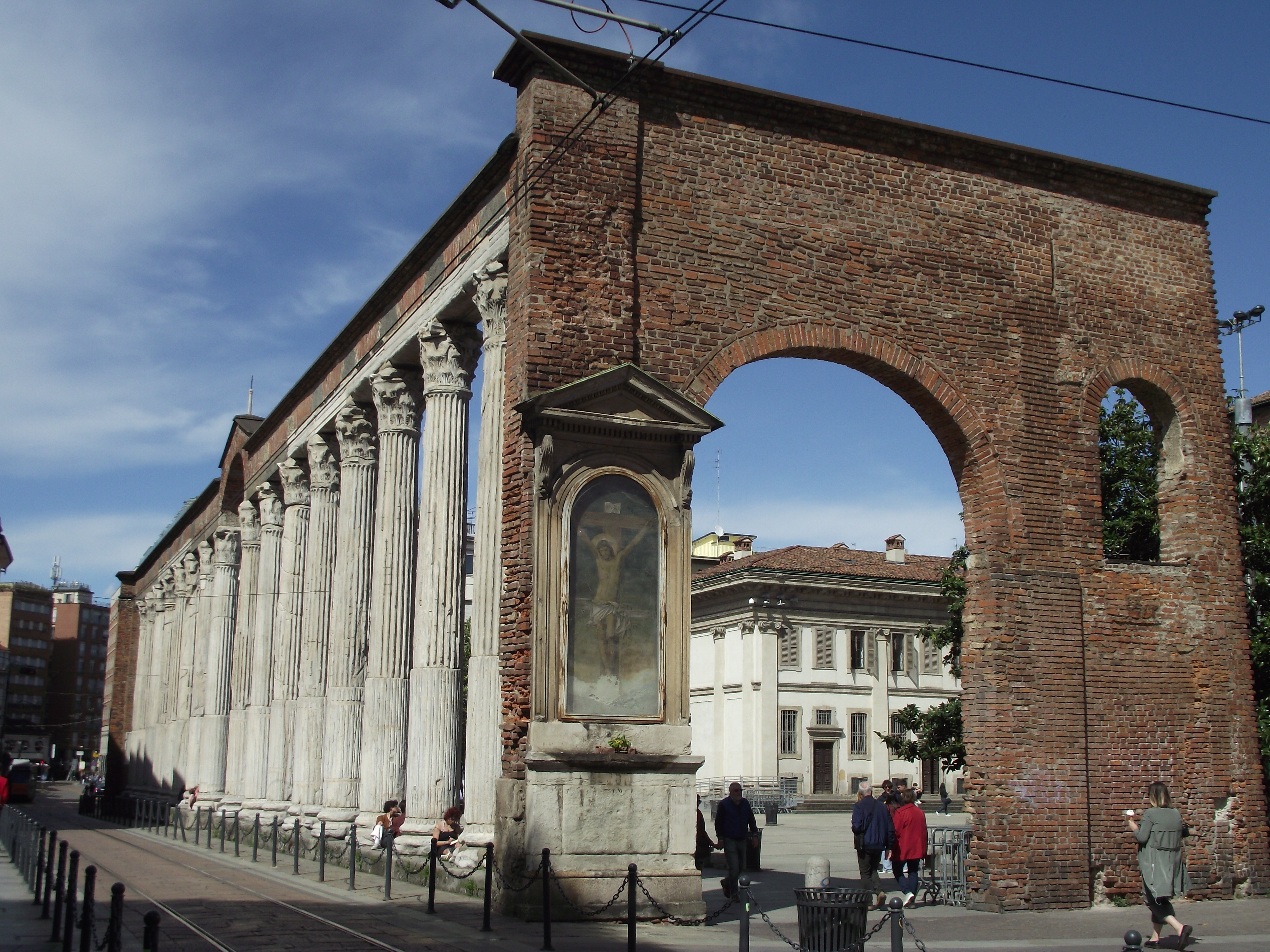
La columnata
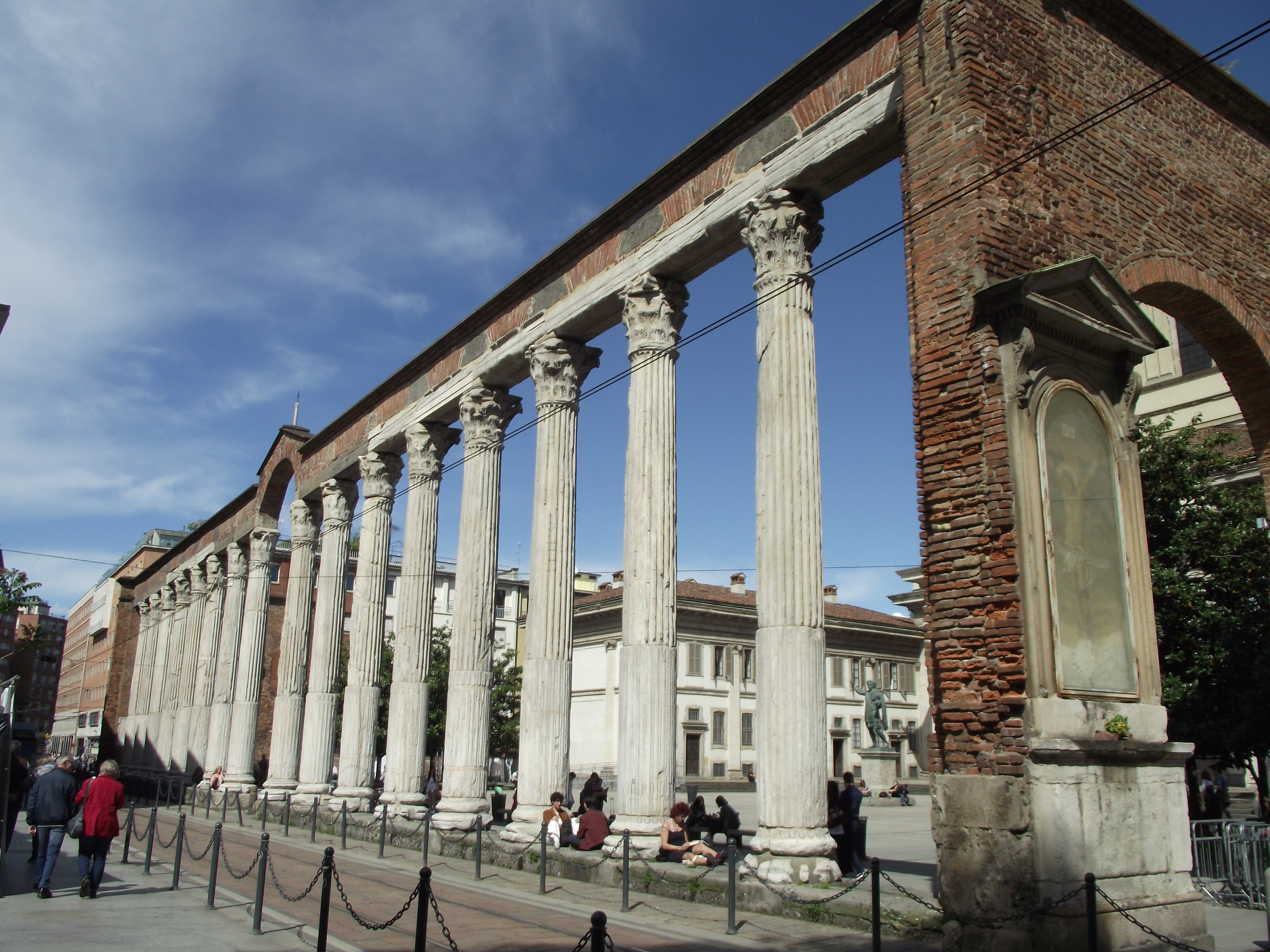
Las columnas
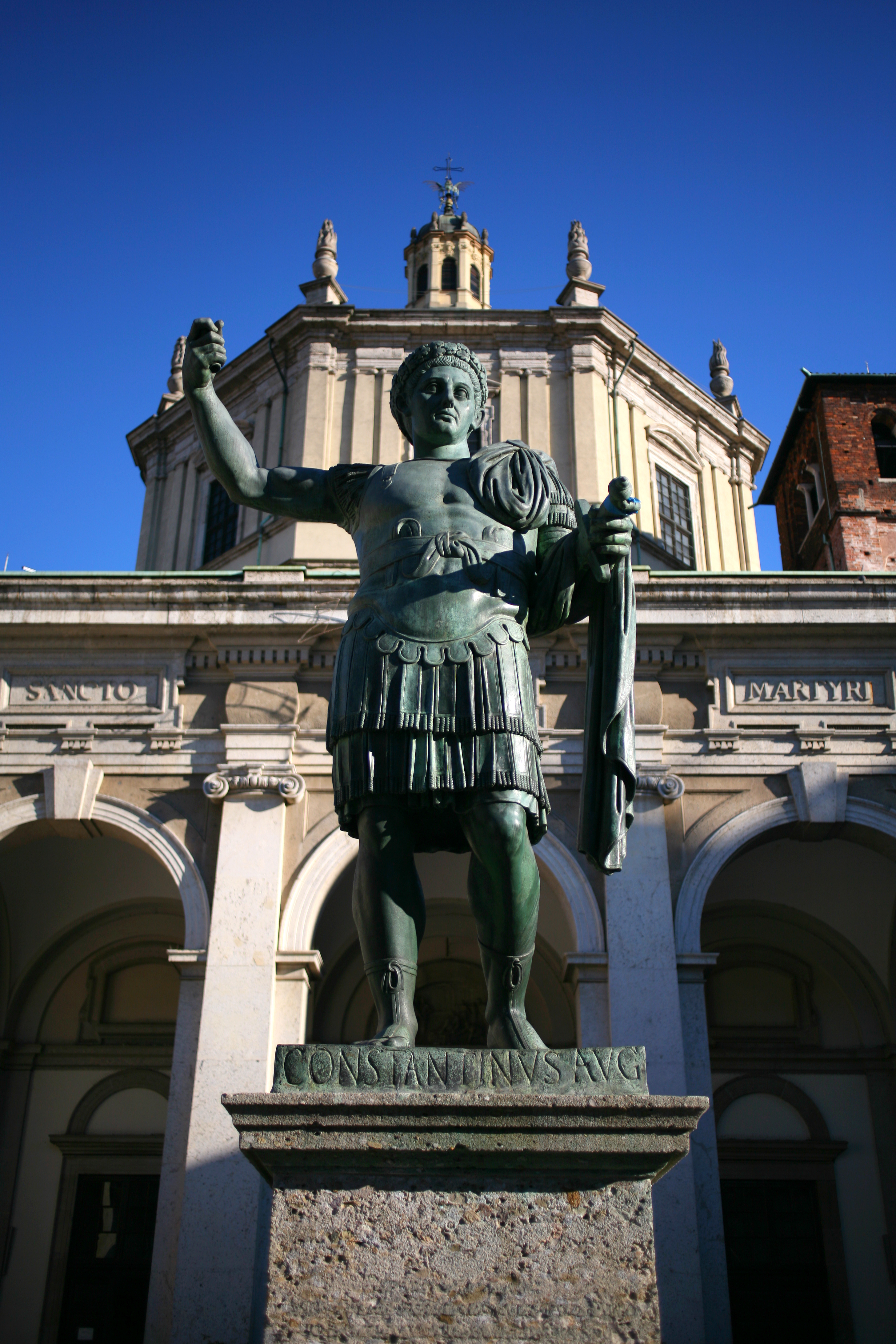
La estatua de Constantino
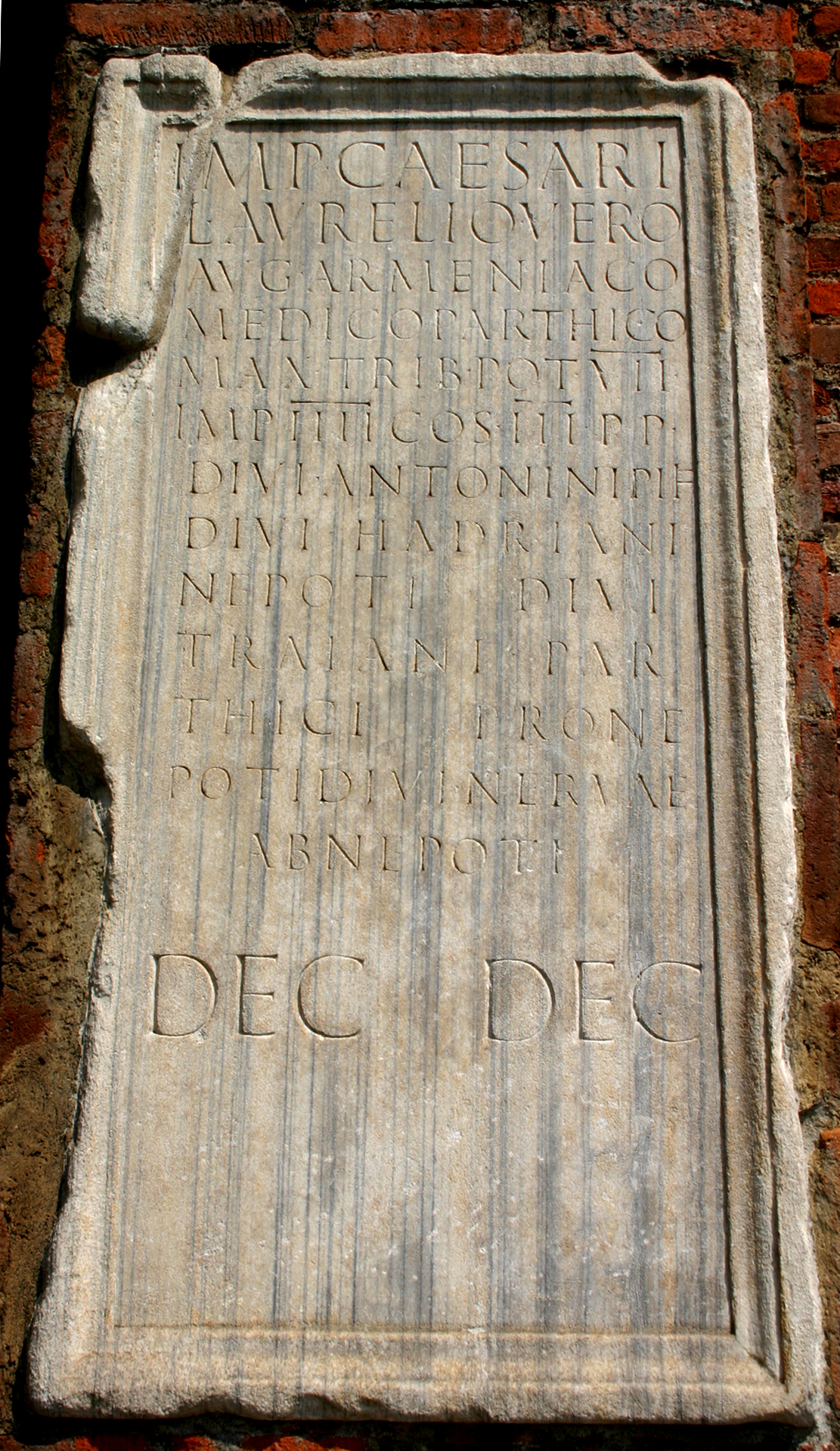
Lápida de Lucio Vero (167) tapiada sobre las Columnas de San Lorenzo.
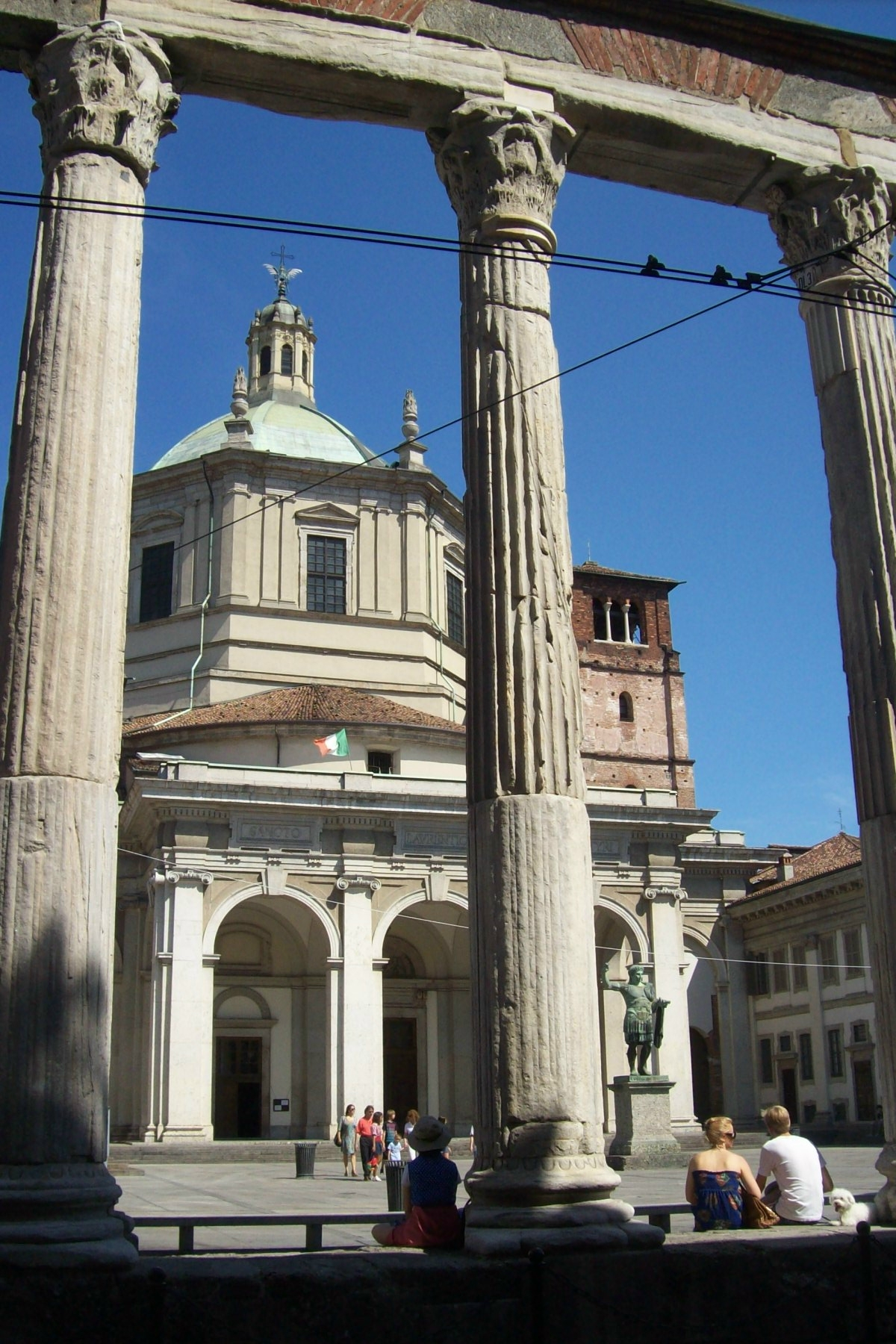
Las columnas y la Basílica de San Lorenzo